# Taylor Marie Hill

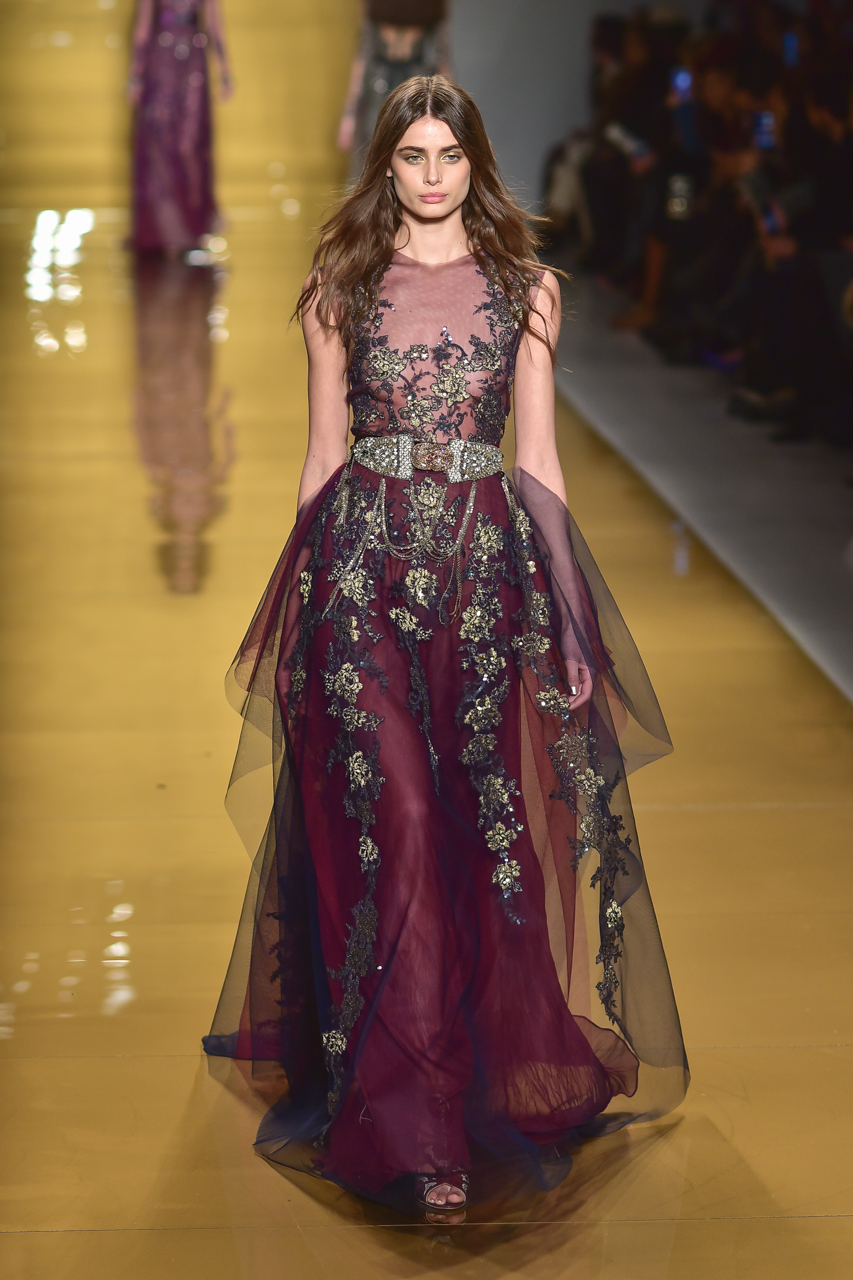
Taylor Marie Hill

Taylor Marie Hill (* 5. März 1996 in Palatine, Illinois) ist ein US-amerikanisches Model und Schauspielerin. Sie ist seit 2015 Victoria's Secret Angel.

## Karriere
Taylor Marie Hill wurde mit 14 Jahren auf einer Pferderanch in Colorado von einem Modelscout entdeckt. Sie modelte beispielsweise für H&M und war im Oktober 2012 bereits auf dem Cover der norwegischen Frauenzeitschrift Elle zu sehen. Ihr Laufstegdebüt machte sie bei der Haute Couture – Autumn/Winter Fashion Show 2012. Seitdem lief sie für große Modehäuser wie Chanel, Versace, Elie Saab, Alexander McQueen und Fendi. Ihr größter Erfolg war jedoch der Runway bei der jährlichen Victoria’s Secret Fashion Show 2014. Seit 2015 ist Hill einer der Victoria’s Secret Angels. Ende 2015 wurde sie zum Model des Jahres gekürt. Derzeit steht sie bei IMG Models unter Vertrag.

## Privates
Taylor Hill wurde in Palatine, Illinois geboren und ist in Arvada, Colorado mit drei Geschwistern aufgewachsen.  Mit 16 Jahren hat sie ihren Abschluss an der Pomona High School in Arvada, Colorado gemacht.
Seit 2013 ist sie mit dem Fotografen und Model Michael Stephen Shank liiert.

## Filmografie (Auswahl)
- 2016: The Neon Demon
- 2020: The Broken Hearts Gallery
- 2021: Dating and New York
- 2021: Good on Paper